# Синдром Лиддла
Синдро́м Ли́ддла — редкое врождённое заболевание, описанное британским медиком Г. Лиддлом, клинические проявления которого напоминают гиперальдостеронизм. По механизму возникновения его относят к синдромам, имитирующим гиперальдостеронизм.

## Этиология и патогенез
Это наследственная аутосомнодоминантная форма артериальной гипертензии, вызванная увеличением объёма циркулирующей жидкости, усиленной реабсорбции натрия в почечных канальцах при снижении калия, ренина и альдостерона в крови. К этому ведёт мутация гена, кодирующего бета- и/или гама-части амилоридчувствительных натриевых каналов почек. Амилоридчувствительный натриевый канал был назван за высокое сродство к комплексированию с амилоридом (калийсберегающий диуретик).
Данный биохимический дефект ведёт к постоянной задержке натрия и выведению калия с соответствующей артериальной гипертензией, а также снижению активности ренина и альдостерона крови. В семьях таких больных можно обнаружить мягкие формы гипертонической болезни и склонность к гипокалиемии.

## Клиническая картина
Синдром Лиддла — редкое семейное заболевание, характеризующееся артериальной гипертонией и гипокалиемическим алкалозом без гиперсекреции минералокортикоидов. У большинства пациентов активность ренина плазмы и уровень альдостерона снижены. Основные метаболические нарушения: повышение реабсорбции натрия и усиление секреции калия в дистальных почечных канальцах.
Манифестация – заболевание, описано в раннем возрасте: от 6 месяцев до 4—5 лет. У детей в первые месяцы жизни синдром проявляется тяжёлой дегидратацией, гипокалиемией.
С двух лет у ребёнка нарастает тяжёлая артериальная гипертензия с систолическим давлением выше 200 мм рт. ст. и диастолическим — выше 100 мм рт. ст. Дети, дожившие до 4—5 лет, значительно отстают в психическом и физическом развитии. Чаще они погибают от осложнений на фоне высокой артериальной гипертензии. Заподозрить синдром Лиддла возможно у ребёнка с отставанием в физическом и психическом развитии на фоне тяжёлой артериальной гипертензии, начавшейся в раннем детском возрасте.

## Диагностика
Выявление лабораторными методами гипокалиемии и гиперкалийурии, низких уровней ренина и альдостерона в плазме, метаболического алкалоза. Диагноз верифицируется молекулярно-генетическими исследованиями.

## Лечение
Проводится калийсберегающим диуретиком — триамтереном, влияющим на транспорт натрия и калия в дистальных отделах нефрона, позволяющим снизить артериальное давление и частично компенсировать гипокалиемию. Однако дети продолжают отставать в физическом и психическом развитии. Радикальным методом лечения является пересадка почки. Лечение спиронолактоном неэффективно.